# Netelia praevalvator
Netelia praevalvator är en stekelart som beskrevs av Delrio 1971. Netelia praevalvator ingår i släktet Netelia och familjen brokparasitsteklar. Inga underarter finns listade i Catalogue of Life.